# ممتلكات الكرسي الرسولي
تخضع ممتلكات الكرسي الرسولي لمعاهدة لاتران عام 1929 الموقعة مع مملكة إيطاليا. على الرغم من كونها جزءًا من الأراضي الإيطالية، إلا أن بعضها يتمتع بامتيازات خارج الإقليم مماثلة لتلك التي تتمتع بها السفارات الأجنبية، بما في ذلك الإعفاءات الضريبية.   ومع ذلك، يتعين على الأشخاص الذين يزورون هذه العقارات عمومًا اتباع قواعد الهجرة في إيطاليا. على سبيل المثال، يحتاج الطلاب الأميركيون في الكلية البابوية لأميركا الشمالية إلى الحصول على تأشيرة إيطالية، على الرغم من إقامتهم ودراستهم في ممتلكات خارج الإقليم التابع للكرسي الرسولي.

## خارج الفاتيكان ولكن داخل روما

### الممتلكات خارج الإقليم
- كاتدرائية القديس يوحنا اللاتراني [3]
- كنيسة القديسة مريم الكبرى [3]
- كنيسة القديس بولس خارج الأسوار (تضم المجموعة أيضًا دير البينديكتين، وكنيسة سان باولو البابوية، وكلية بيدا البابوية)
- كامبو سانتو تيوتونيكو
- الكوريا العامة لرهبنة القديس أوغسطين (بما في ذلك كلية سانتا مونيكا والمعهد البابوي الأوغسطيني للآباء)
- ممتلكات منطقة تل جيانيكولو، [3] وهي الجامعة البابوية أوربانيانا، والكلية البابوية لأمريكا الشمالية والكلية البابوية الأوكرانية للقديس يوشافاط والكلية البابوية الرومانية ومستشفى بامبينو جيسو
- مجمع الكوريا اليسوعية
- قصر لاتيران، جامعة لاتيران، سكالا سانتا والمباني المجاورة [3]
- قصر القديس كاليكستوس – مقر المجلس البابوي كور أونوم
- قصر مجمع الكنائس الشرقية في ساحة سكوساكافالي، في ريوني بورجو
- قصر المكتب المقدس - مقر مجمع العقيدة والإيمان في ساحة سانت أوفيتسيو المجاورة لكاتدرائية القديس بطرس
- قصر النيابة
- قصر كانسيليريا
- قصر دعاية الإيمان (قصر مجمع تبشير الشعوب) في ساحة إسبانيا
- قصر بيوس [4]
- قاعة بولس السادس للاجتماعات (جزئيًا، المنصة التي تحتوي على العرش البابوي هي جزء من أراضي الفاتيكان) [4]
- المعهد اللاهوتي الروماني الصغير البابوي

### الممتلكات غير الإقليمية
- قصر الرسل المقدسين الملحق بكنيسة سانتي أبوستولي.
- قصر ملحق بكنيسة سان كارلو آي كاتيناري.
- كلية بيلارمين.
- المعهد الأثري، والمعهد المشرقي البابوي، والمدرسة اللاهوتية اللومباردية البابوية، والكلية الروسية في ساحة سانتا ماريا ماجوري.
- قصرا سانت أبوليناري بين ساحة سانت أبوليناري وفيا ديلا سيرولا.
- بيت الخلوة لرجال الدين القديسين يوحنا وبولس، بما في ذلك حورية نيرون، على تل كايليان.

### الممتلكات خارج الإقليم السابق
- قصر داتاريا، بالقرب من قصر كيرينالي (لم يعد ملكًا للكرسي الرسولي؛ تم استبداله بقصر بيو في أعقاب الاستيلاء الإيطالي على قصر كيرينالي) [5]

## خارج روما

الممتلكات خارج الحدود الإقليمية للكرسي الرسولي في كاستل غاندولفو:
1. القصر البابوي مع الحديقة المجاورة
2. حديقة فيلا سايبو
3. فيلا باربيريني، الحدائق والمنطقة الزراعية
4. أوليفيتو باتشيلي
5. كنيسة سان توماسو دي فيلانوفا

### الممتلكات خارج الإقليم
- القصر البابوي في كاستل جاندولفو، وحدائق فيلا سايبو، وفيلا باربيريني بالإضافة إلى الحدائق المجاورة، والعقار الصيفي لكنيسة الكلية الحضرية البابوية للدعاية الإيمانية والمزرعة البابوية بين بلدتي كاستل جاندولفو وألبانو لاتسيالي (حوالي 55 هكتار أو 140 أكر).
- منطقة سانتا ماريا دي جاليريا، حيث تقع هوائيات إذاعة الفاتيكان. تم التنازل عن المنطقة من قبل إيطاليا إلى الكرسي الرسولي في اتفاقية عام 1951. [5]

### الممتلكات غير الإقليمية
- كنيسة البيت المقدس (سانتا كازا) في لوريتو، مقاطعة أنكونا.
- كنيسة القديس فرانسيس في أسيزي، مقاطعة بيروجيا.
- كنيسة القديس أنطونيوس في بادوفا، مقاطعة بادوفا.
- تلسكوب الفاتيكان للتكنولوجيا المتقدمة، مقاطعة جراهام، أريزونا، الولايات المتحدة الأمريكية.

تمنح الاتفاقية الأساسية، التي تم توقيعها في عام 1993، حقوق الملكية والإعفاءات الضريبية للكرسي الرسولي على مختلف الأماكن المقدسة المسيحية في إسرائيل، ولكن الاتفاقية لم يتم الانتهاء منها أبدًا بسبب المشاكل الدبلوماسية بين الفاتيكان والحكومات الإسرائيلية.